# Carlos Alonso González
Carlos Alonso González (Santillana del Mar, 23 augustus 1952) - voetbalnaam Santillana - is een Spaans voormalig voetballer. Hij speelde als aanvaller.
Santillana speelde tijdens zijn profloopbaan bij Racing de Santander (1970-1971) en Real Madrid (1971-1988). Daarnaast kwam hij tussen 1975 en 1985 56 keer uit voor het Spaans nationaal elftal, waarin hij vijftien doelpunten maakte. Santillana behoorde tot de Spaanse selecties voor de wereldkampioenschappen van 1978 en 1982 en de Europees kampioenschappen van 1980 en 1984.
1 Arconada ·
2 De la Cruz ·
3 Uría ·
4 Asensi ·
5 Migueli ·
6 Biosca ·
7 Dani ·
8 Juanito · 
9 Quini ·
10 Santillana ·
11 Cardeñosa ·
12 Guzmán ·
13 Miguel Ángel ·
14 Leal ·
15 Marañón ·
16 Olmo ·
17 Marcelino ·
18 Pirri  ·
19 Rexach ·
20 Cano ·
21 San José ·
22 Urruti ·
Coach: Kubala
1 Arconada ·
2 Alexanco ·
3 Migueli ·
4 José Diego ·
5 Uría ·
6 Asensi  ·
7 Dani ·
8 Cardeñosa · 
9 Carrasco ·
10 Quini ·
11 Del Bosque ·
12 Juanito ·
13 Urruti ·
14 Gordillo ·
15 Olmo ·
16 Santillana ·
17 Satrústegui ·
18 Saura ·
19 Cundi ·
20 Tendillo ·
21 Zamora ·
22 Artola ·
Coach: Kubala
1 Arconada  ·
2 Camacho ·
3 Gordillo ·
4 Alonso ·
5 Tendillo ·
6 Alexanco ·
7 Juanito ·
8 Joaquín · 
9 Satrústegui ·
10 Zamora ·
11 López Ufarte ·
12 Urquiaga ·
13 Jiménez ·
14 Maceda ·
15 Saura ·
16 Sánchez ·
17 Gallego ·
18 Uralde ·
19 Santillana ·
20 Quini ·
21 Urruti ·
22 Miguel Ángel ·
Coach: Santamaría
1 Arconada  ·
2 Urquiaga ·
3 Camacho ·
4 Maceda ·
5 Goikoetxea ·
6 Gordillo ·
7 Señor ·
8 Víctor Muñoz · 
9 Santillana ·
10 Gallego ·
11 Carrasco ·
12 Salva ·
13 Buyo ·
14 Julio Alberto ·
15 Roberto ·
16 Francisco ·
17 Alonso ·
18 Butragueño ·
19 Sarabia ·
20 Zubizarreta ·
Coach: Miguel Muñoz